# Normanby le Wold
Normanby le Wold – wieś i civil parish w Anglii, w Lincolnshire, w dystrykcie West Lindsey. W 2001 civil parish liczyła 66 mieszkańców. Normanby le Wold jest wspomniana w Domesday Book (1086) jako Normane(s)bi.